# ایووآمبا
ایووآمبا (به لاتین: Ivoamba) یک منطقهٔ مسکونی در ماداگاسکار است که در ناحیه آمبوهیماهاسوآ واقع شده‌است. ایووآمبا ۱۲٬۰۰۰ نفر جمعیت دارد و ۱٬۰۸۹ متر بالاتر از سطح دریا واقع شده‌است.